# Acantopteroctètids
Els acantopteroctètids (Acanthopteroctetidae) són una petita família de lepidòpters glossats, l'única de la superfamília dels acantopteroctetoïdeus (Acanthopteroctetoidea) i de l'infraordre dels acantoctesis (Acanthoctesia). Es caracteritzen per no tenir ocels i per presentar els palps labials segmentats.

## Sistemàtica
Està constituïda per 2 gèneres i 5 espècies. Tres d'elles són pròpies de l'oest dels Estats Units i el gènere Catapterix, amb només una espècie, es troba a Crimea.
- Acanthopteroctetes aurulenta Davis 1984
- Acanthopteroctetes bimaculata Davis 1969
- Acanthopteroctetes tripunctata Braun 1921
- Acanthopteroctetes unifascia Davis 1978

- Catapterix crimaea Zagulajev & Sinev 1988